# Noël de Castelnau

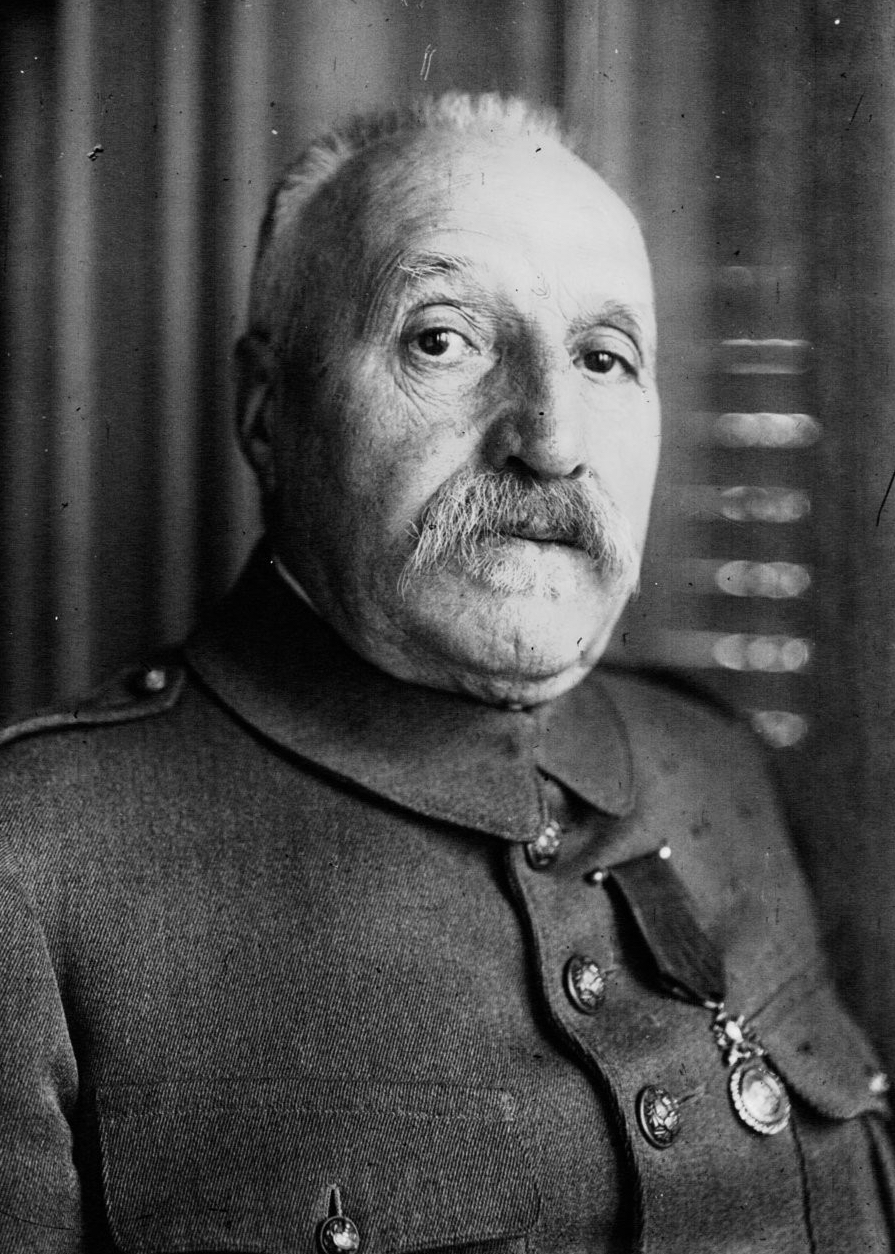
Noël Édouard de Castelnau

Noël Édouard Marie Joseph, Vicomte de Curières de Castelnau (* 24. Oktober 1851 Saint-Affrique im Département Aveyron; † 19. März 1944 in Montastruc-la-Conseillère im Département Haute-Garonne) war ein französischer Général d’armée im Ersten Weltkrieg.
Gemeinsam mit dem Oberbefehlshaber Joseph Joffre und anderen einflussreichen Generälen, wie Lanrezac und Mangin, war er ein führender Vertreter des „Offensivdenkens“, das die französische Kriegführung bis zur Entlassung des Generals Robert Nivelle im Mai 1917 beherrschte.

## Leben
Castelnau nahm am Deutsch-Französischen Krieges von 1870/71 in der französische Armee teil. Vor der Jahrhundertwende war er an der École superieur de guerre tätig.  Im Jahr 1900 wurde er zum Generalstabsoffizier berufen.
Castelnau war vor Ausbruch des Ersten Weltkriegs an der Entwicklung des Plans XVII beteiligt, einem Dokument mit der Definition der strategischen Kriegsziele in einem Krieg mit dem Deutschen Reich. Plan XVII zielte darauf ab, dass die französische Armee das 1871 verlorene Gebiet von Elsass und Lothringen in einem Offensivstoß ohne Rücksicht auf Verluste an Menschen und Material (Offensive à outrance) von Deutschland zurückerobern müsse.
Obwohl unter seinem Kommando die französische 2. Armee bei der Invasion in Lothringen in der Schlacht zwischen Mörchingen und Saarburg (19. – 22. August 1914) schwer geschlagen wurde, konnte er seinen Ruf bei den folgenden Kämpfen wiederherstellen. Seine Truppen konnten alle Angriffe der deutschen 6. Armee in der Schlacht an der Trouée de Charmes (25. August) abweisen und bei Gegenangriffen an der Grand-Couronné (4. – 13. September) die deutschen Truppen erfolgreich zurückdrängen. Castelnau wurde am 18. September wegen dieser Erfolge zum Großoffizier der Ehrenlegion ernannt.
Er beharrte darauf, in der Schlussphase der Ersten Schlacht an der Aisne (25. bis 29. September 1914) einen Flankenangriff anzusetzen. Die 2. Armee Castelnaus wurde dafür aus dem Raum Nancy nach Nordwesten an die Avre verlegt, um bei Noyon die vorspringende rechte Flanke der deutschen 1. Armee anzugreifen. Castelnau befahl den frontalen Angriff auf die deutschen Stellungen, die am 25. September mit frischen Kräften aus dem Raum Reims verstärkt worden waren. Der französische Angriff traf sofort auf heftigen Widerstand, gefolgt von Gegenangriffen. Gezwungen, den Rückzug seiner Truppen in den Raum westlich von Noyon zu befehlen, entschied sich Castelnau gegen weitere Angriffe. Die Entscheidung sollte weiter nördlich gesucht werden, im Anschluss an die neu aufgestellte 10. Armee unter dem Kommando von General Maud’huy bei Arras.

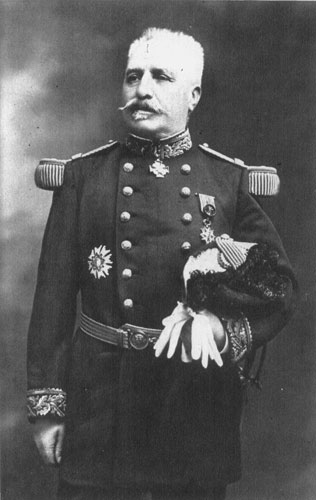
Noël Édouard de Castelnau

Er trat auch das Jahr 1915 hindurch als Befehlshaber der Zentralen Armeegruppe weiter für die Offensive ein. Am 25. September 1915 begann an seinem Frontabschnitt die an Truppenmasse tiefgestaffelte und mit mehrtägigem Trommelfeuer eingeleitete Herbstschlacht in der Champagne, welche horrende Verluste für nur geringe Geländegewinne brachte.
Am 11. Dezember 1915 wurde er schließlich durch General Langle de Cary abgelöst und es kam zu seiner zweiten Berufung als Chef des Stabes im französischen Oberkommando. Von dort organisierte Castelnau die Verteidigung Verduns im Jahr 1916 und empfahl die Berufung von General Pétain zum Befehlshaber der französischen Truppen im Raum Verdun. Pétains starre Haltung gegen einen Rückzug aus diesem befestigten Raum war Castelnau bekannt.
Castelnau verlor den Posten des Stabschefs und verließ den aktiven Dienst, als General Joffre im Dezember 1916 durch den draufgängerischen General Robert Nivelle ersetzt wurde. Mit dem Aufstieg von General Ferdinand Foch, der 1914 in Lothringen unter ihm als Korpskommandeur gedient hatte, wurde Castelnau im Frühjahr 1918 wieder in den aktiven Dienst berufen. Er erhielt das Kommando über die östliche Armeegruppe in Lothringen.
1919 wurde Castelnau Mitglied der Académie des Beaux-Arts.
Castelnau war vom 16. November 1919 bis 31. Mai 1924 Abgeordneter (Wahlkreis Aveyron) in der Nationalversammlung für den Bloc national sowie führend aktiv in mehreren katholisch-nationalistischen Vereinen. 1924 gründete er die Fédération nationale catholique („Nationaler katholischer Bund“) als Reaktion auf Cartel des gauches („Koalition der Linken“), zu der sich die Parti radical und die Französische Sektion der Arbeiter-Internationale zusammengeschlossen hatten.
Castelnau verstarb 1944 im Château de Lasserre in Montastruc-la-Conseillère. Er wurde am 21. März in der Familiengruft in Montastruc beigesetzt.